# San Martino dall'Argine
San Martino dall'Argine är en ort och kommun i provinsen Mantua i regionen Lombardiet i Italien. Kommunen hade 1 714 invånare (2018).